# 吳清錦
吳清錦（1958年5月15日—）是臺灣著名男子田徑運動員，為前110公尺跨欄（106.7公分）全國紀錄保持人（吳所保持的13.90秒（W：-1.1）紀錄在2011年被葛文廷打破），曾獲1983年亞洲田徑錦標賽110公尺跨欄金牌。

## 外部連結
- 吳清錦在国际奥林匹克委员会的资料
- 吳清錦在的頁面